# 캘빈 클라인
캘빈 클라인(영어: Calvin Klein Inc.)은 캘빈 클라인이 설립한 패션 브랜드이다. 캘빈 클라인은 의류 뿐만 아니라 시계, 선글라스, 화장품, 보석, 인테리어 등을 다루고 있다. 속옷과 향수는 특히 유명하다. 본사는 뉴욕 미드타운 맨해튼에 있다.

## 역사
1968년, 캘빈 클라인은 $10,000 달러로 뉴욕시 요크 호텔의 코트 가게인 캘빈 클라인 리미티드(Calvin Klein Limited)을 설립하였다.

## 같이 보기
- 갭 (기업)
- H&M
- 자라 (브랜드)
- 타미 힐피거